# 森林傳說：水之魔法石
《森林傳說：水之魔法石》（德語：Latte Igel und der magische Wasserstein）是一部2019年德國與比利時合製的電腦動畫電影，由米米·梅纳德（Mimi Maynard）、蕾吉娜·維爾克（Regina Welker）與妮娜·威爾斯（Nina Wels）執導。電影改編自塞巴斯蒂安·萊貝克（Sebastian Lybeck）於1971年出版的同名童書。劇本由馬丁·本克（Martin Behnke）、安德烈亞·德珀特（Andrea Deppert）、瑪莉娜·馬丁斯（Marina Martins）和傑斯珀·穆勒（Jesper Møller）共同創作。
該片於2019年在施林格尔国际电影节首映，並於2019年12月25日在德國正式上映。隨後，該片於2020年7月31日作為Netflix原创电影上映。
電影中，路易莎·維策雷克為充滿雄心的刺蝟菈菈（Latte）配音，而提姆·施瓦茨邁爾則為性格害羞且笨拙的紅松鼠小杰（Tjum）配音，兩位角色一同展開尋回被竊魔法水石的冒險之旅。
在由Netflix製作的英語配音版本中，菈菈由艾希莉·博南辛（Ashley Bornancin）配音，小杰則由卡特·黑斯廷斯（Carter Hastings）配音。其他主演還包括德語版的漢寧·鮑姆（Henning Baum）和蒂莫尔·巴特尔斯（Timur Bartels），以及英語版的丹尼·費森費爾德（Danny Fehsenfeld）、岡納·西茲莫爾（Gunnar Sizemore）和萊斯利·米勒（Leslie Mille）。《森林傳說：水之魔法石》評價褒貶不一。

## 劇情
菈菈是一隻失去雙親的刺蝟，在森林裡由各式動物組成的小社會中，她始終顯得格格不入。她唯一的朋友是紅松鼠小杰，而小杰深信菈菈是一位公主，因為菈菈曾謊稱她的父親是來自遙遠國度的國王。
近來，森林遭遇嚴重乾旱，迫使動物們比以往更加節約用水，僅能將稀少的水資源存放在南瓜中。面對危機，動物們召開了緊急會議，一隻年邁的烏鴉在會中堅稱，這場乾旱源自水之魔法石被竊。牠進一步指出，唯有有人從班特國王手中奪回水之魔法石，才能讓水源重現。然而，動物們對此說法半信半疑，無人採取行動。
最終，菈菈決定獨自踏上征程，奪回水之魔法石，並將其歸還至白色山脈。
菈菈遇到一隻在乾涸河岸上築壩的海狸，牠為菈菈指引了正確的方向。小杰的妹妹說服他前往尋找菈菈，並陪同她以確保她在旅途中的安全。小杰跟隨菈菈，試圖勸她改變主意，但菈菈卻意志堅定。
這對夥伴遭到一隻猞猁襲擊，卻被那隻河狸所救，牠用一根沉重的木頭將猞猁擊昏。儘管面臨重重危險，菈菈仍堅持在未完成使命前不回家。
第一晚，他們遇到了一隻箭毒蛙格萊塔，牠允許他們留宿在自己的洞穴中。格萊塔為菈菈和小杰提供了食物與水，並向他們講述有關水之魔法石的傳說，然而小杰對水之魔法石的存在仍抱持懷疑態度。

隔天早晨，格萊塔將一袋能解渴的水莓交給小杰，並囑咐他務必節用。她提醒二人，要提防那群同樣在追尋水之魔法石的狼群。
不久之後，菈菈與小杰果然遭到由盧波率領的狼群圍困，但當菈菈表明她尋回水之魔法石的使命後，狼群便放他們離開。
第二晚，菈菈懇求小杰拿出一顆水莓，而小杰在輸掉一局杯球遊戲後只好答應。隨後，菈菈坦承自己其實並非真正的公主，但小杰卻毫不驚訝，並給予支持。
翌日早晨，小杰告知菈菈，他打算返回動物社群，並堅持要求她與他同行；然而，菈菈仍固執地拒絕在未奪回水之魔法石前回去。兩人為了誰應該攜帶水莓而爭執，結果不慎將水莓弄得破碎。憤怒之下，二人各自走上了不同的路。

小杰感到悔恨，試圖回到菈菈身邊，但卻迷失方向，不慎闖入熊族地盤。他遇到了一隻年輕的熊仔阿瑪羅，阿瑪羅願意幫助他偷偷潛入熊洞。阿瑪羅透露，他其實是熊族的王子，他的父親正是班特國王——據說曾從白色山脈竊取水之魔法石的熊。小杰決定必須將這個消息告訴菈菈；然而，當阿瑪羅試圖帶他偷偷離開熊洞時，卻被守衛攔住，小杰最終被捕。
與此同時，菈菈嘗試尋找另一條進入熊洞的路徑。她遇到了一隻年邁且性格孤僻的刺蝟，刺蝟告誡她，她註定會孤獨終老，正如所有刺蝟的命運一般。菈菈雖然因此感到沮喪，但仍然堅定決心要奪回水之魔法石。
在試圖沿著河流潛入熊洞的過程中，菈菈遭到守衛逮捕，被帶進牢房，並在那裡與小杰重逢。
菈菈與小杰被押送到班特國王面前，班特國王坦承自己竊取了水之魔法石，但對這一行為引起的森林乾旱卻毫不在意。
當班特國王正忙著與其他熊交談時，菈菈與小杰便趁機將嵌在岩石中的水之魔法石取下，隨後沿著河流逃離了熊洞。回往白色山脈的途中，他們遭到了盧波、班特國王和猞猁的伏擊。小杰努力分散敵人的注意力，而菈菈則趁機將水之魔法石歸還原位，隨之而來的洪水將這三位敵人全部沖走。
年邁的烏鴉將菈菈與小杰救起，帶回到動物社群，此時水源已恢復。小杰的父親提出收養菈菈，讓她獲得從未擁有的家庭，而菈菈也欣然接受了這份溫情。與此同時，改過自新的班特國王則在熊洞中看著阿瑪羅利用恢復的水表演各種雜技。

## 英語配音演員
- 艾希莉·博南辛（Ashley Bornancin）為 菈菈 配音— 一隻勇敢且善良的年輕刺蝟。
- 卡特·黑斯廷斯（Carter Hastings）為 小杰 配音— 一隻害羞且笨拙的紅松鼠，也是菈菈最摯友。
- 丹尼·費森費爾德（Danny Fehsenfeld）為 班特國王 配音— 一隻貪婪的科迪亞克綜熊。
- 岡納·西茲莫爾（Gunnar Sizemore）為 阿瑪羅 配音— 一隻友善的科迪亞克棕熊，也是班特國王唯一的兒子。
- 萊斯利·L·米勒（Leslie L. Miller）為 格萊塔 配音— 一隻神秘的毒箭蛙，居住在蘑菇洞中。
- 埃裡克·薩萊（Eric Saleh）為 阿肯 配音— 一隻年長的兔子，兼任社群領袖。
- 丹尼爾·阿默曼（Daniel Amerman）為 盧波 配音— 一隻北極狼，率領著一個小狼群。
- 朱利安·格蘭特（Julian Grant）為 強森 配音— 一隻烏鴉。
- 拜倫·馬克·紐索姆（Byron Marc Newsome）為 熊的侍衛 配音。
- 利納斯·德魯斯（Linus Drews）為 一隻野豬 配音。
- 卡拉·瑞娜塔（Carla Renata）為 野豬的母親 配音。

## 製作
電影改編自塞巴斯蒂安·李貝克（Sebastian Lybeck）的1956年出版的兒童書籍《Latte Igelkott och vattenstenen》，莉莉安·克拉格斯（Lilian Klages）與瑞吉娜·韋爾克（Regina Welker）曾一同合作，並且在成長過程中喜愛這本書，並希望有一天能將這本書改編成電影。2014年，Dreamin’ Dolphin Film GmbH工作室製作了一部短片，預告了主要角色，以吸引潛在的長片發行並爭取資金。該片在斯圖加特國際動畫電影節上獲得最佳德國劇本獎。隨後，韋爾克簽約執導該電影，這是她的長片導演首秀。 2017年，妮娜·維爾斯（Nina Wels）加入該項目擔任聯合導演，並於該年夏季開始進行電影製作。最終的音效混音於2019年4月完成。在莱贝克的书中，拉特是男性，但导演在改编故事时改变了这个细节。 在李貝克的書中，菈菈是男性角色，但導演在改編過程中改變了這一細節。根據韋爾克的說法，編劇過程中最大的挑戰是菈菈的角色塑造。韋爾克曾對《動畫雜誌》表示：「菈菈擁有許多不同的性格特徵，這使她既非常有趣，也很難平衡她的行為。她既可以大聲且強勢，也能安靜並富有情感。」
電影製作過程中完成了超過1,200個視覺特效鏡頭，包括背景和前景素材的複雜合成，以及3D資產的CG渲染層、光照和程序性效果。還使用了運動向量工具，這些工具允許在後期製作中添加運動模糊；UV工具則用來重新定位和重映射材質；最後，還有重新照明工具，可以修改動物、環境遮擋效果以及位置通道，以便在合成過程中進行氛圍和色彩分級的調整。 

## 評價
這部電影獲得了褒貶不一的評價。影評匯總網站烂番茄對五篇影評進行了調查，並認為其中60%的評價是正面的。
在德國，德國電影與媒體評價機構給予電影正面評價，並將其評為「特別有價值」，並寫道各個年齡層的人都能喜歡這部電影。導演瑞吉娜·韋爾克（Regina Welker）形容電影在德國的反響為「獲得好評」，並表示「孩子們都很喜歡」，但她認為《冰雪奇緣2》的上映迅速吸引了觀眾的注意力，讓《水之魔法石》未能持續受到關注。
《纽约时报》的瑪雅·費利普斯（Maya Phillips）稱這部電影「缺乏創意，過於簡單」，她寫道：「菈菈不想讓小朋友因為過多的成人政治而感到害怕，儘管像《瓦力》和《動物方城市》這樣的電影已經證明了更具深度的社會故事在兒童電影中也能奏效。這實在有點可惜——菈菈一度看起來有些革命性，而且也更有趣。」《紐約郵報》的約翰·塞爾巴（John Serba）稱電影「還可以」，寫道：「你可以做得更好，也可以做得更差。」費利普斯和塞爾巴都批評了動畫效果和劇情的簡單、保守主題，以及故事的可遺忘性。然而，他們指出這部電影對於小孩而言是可觀賞的，這也是它的主要目標觀眾群。

## 外部鏈接
- 互联网电影数据库（IMDb）上《森林傳說：水之魔法石》的资料（英文）